# Boucles d'or (film, 1935)
Pour les articles homonymes, voir Boucles d'or (homonymie).
Pour plus de détails, voir Fiche technique et Distribution.
Boucles d'or (titre original : Curly Top) est un film américain réalisé par Irving Cummings, sorti en 1935.
C'est une adaptation du livre Papa-Longues-Jambes (Daddy Long Legs) de Jean Webster. Il s'agit du vingt-neuvième film de Shirley Temple, alors âgée de sept ans.

## Synopsis
Elizabeth Blair est orpheline et vit avec sa grande sœur Mary dans un orphelinat sévère. Edward Morgan, qui est très riche, favorise le pensionnat en donnant diverses sommes d'argent. Lors d'une de ces visites, il rencontre Elizabeth qui est punie car elle a chanté dans le réfectoire.
Après lui avoir parlé, Edward la surnomme Curly Top (Boucle d'Or), surnom que les parents de la petite fille avaient déjà donné. Un jour, Edward revient à l'orphelinat qui est devenu moins triste par l'arrivée de balançoires. Il part avec Elizabeth et sa sœur pour une villa au bord de la mer en disant que c'est un inconnu Hiram Jones qui les a adoptés et qui paye toutes leurs envies. Mary tombe peu à peu amoureuse d'un aviateur. Elle est prête à se marier avec lui mais se rend compte que la personne qu'elle aime n'est autre qu'Edward Morgan. Celui-ci lui dit que Hiram Jones n'existe pas et que c'est lui qui a tout fait.

## Fiche technique
- Titre : Boucles d'or
- Titre original : Curly Top
- Réalisation : Irving Cummings
- Scénario : Patterson McNutt et Arthur Beckhard
- Producteur : Winfield Sheehan
- Société de production : Twentieth Century Fox
- Musique : Ray Henderson et Arthur Lange (non crédité)
- Paroles : Ted Koehler, Edward Heyman et Irving Caesar
- Montage : Jack Murray
- Pays d'origine :  États-Unis
- Format : Noir et blanc
- Genre : Comédie
- Durée : 74 minutes
- Date de sortie : 1935

## Distribution
- Shirley Temple : Elizabeth Blair (Curly Top)
- John Boles : Edward Morgan (Hiram Jones)
- Rochelle Hudson : Mary Blair
- Jane Darwell : Mme Denham
- Rafaela Ottiano : Mme Higgins
- Esther Dale : Tante Genevieve Graham
- Etienne Girardot : M. Wyckoff
- Arthur Treacher : Le maître-d'hôtel
- Leonard Carey (non crédité) : Le secrétaire de Morgan

## Chansons
- Animal Crackers in My Soup
- When I'm Grow Up